# Elimkyrkan, Boden

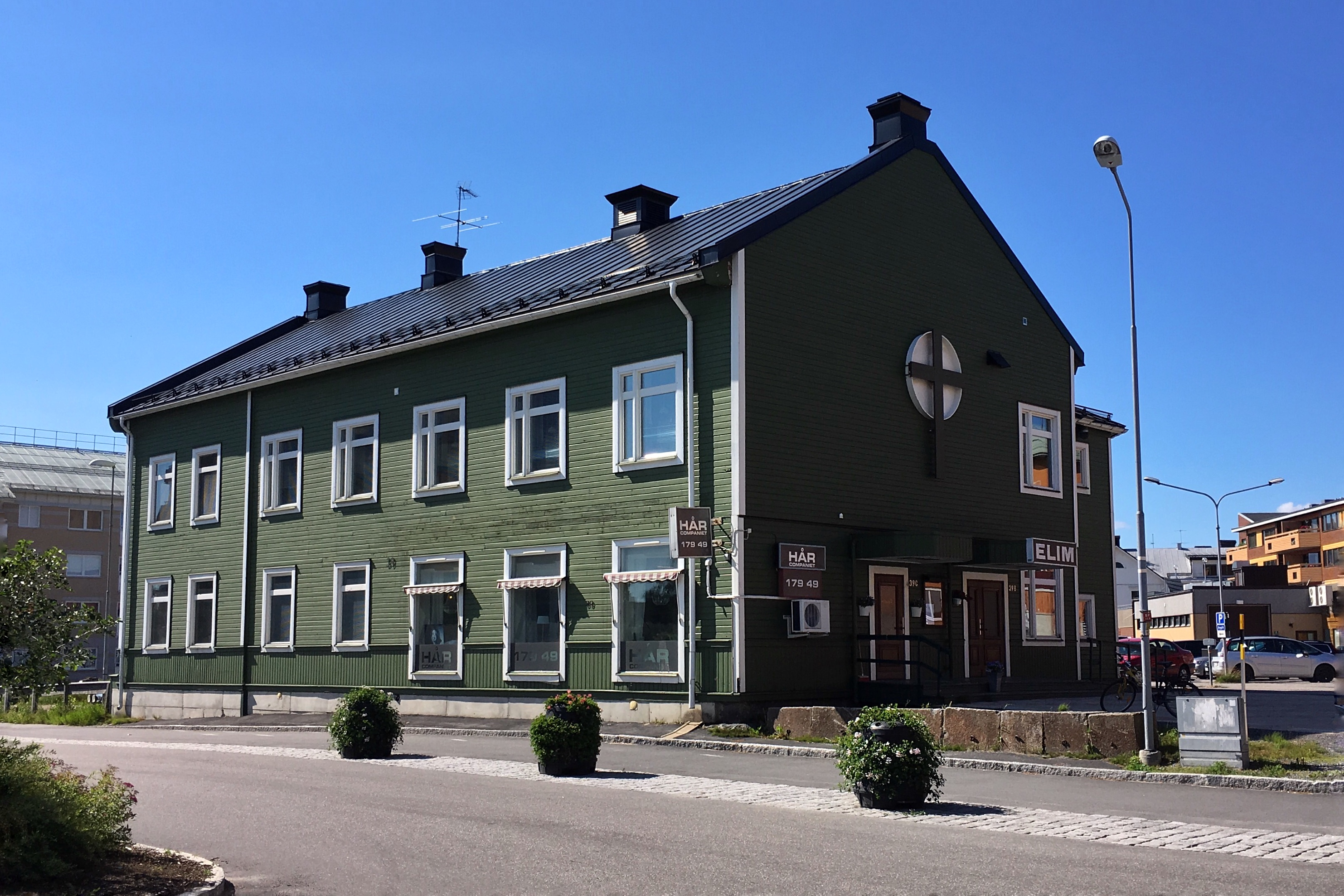
Elimkyrkan Boden sommaren 2016

Elimkyrkan är en kyrkobyggnad som ligger i centrala Boden. Elim har sina rötter i Helgelseförbundet men är nu anslutet till Evangeliska Frikyrkan.